# Nikolaus Rost
Nikolaus Rost, auch Rosthius, (* um 1542 in Weimar; † 22. November 1622 in Kosma) war ein deutscher Kantor und Komponist.
Rost war Schüler in Torgau. 1579 ist er als Kantor in Linz nachgewiesen. 1583 wirkte er als Hofkantor in Heidelberg. Nach Tätigkeiten als Kapellmeister in Altenburg und bei der Weimarer Hofkapelle wurde er 1606 Pfarrer in Kosma.

## Werke
- Fröliche neuwe teutsche Gesänge (Frankfurt 1583)
- Newe liebliche Galliardt (Frankfurt 1593/94)
- Cantiones selectissimae (Gera 1613 bis 1614)
- Psalmus 127 (Jena 1603)